# Paul – Ein Alien auf der Flucht
Paul – Ein Alien auf der Flucht (Originaltitel: Paul) ist eine Science-Fiction-Komödie aus dem Jahr 2011 von Regisseur Greg Mottola. In den Hauptrollen sind Simon Pegg und Nick Frost zu sehen, die auch das Drehbuch zum Film schrieben.

## Handlung
Die beiden britischen Nerds und Science-Fiction-Fans Graeme und Clive machen Urlaub in den USA. Die beiden sind berufliche Kollegen und darüber hinaus Freunde geworden. Clive ist Science-Fiction-Autor und Graeme sein Illustrator. Nach einem Besuch der Comic-Con in San Diego besuchen sie mit einem gemieteten Wohnmobil verschiedene Orte mit angeblichen UFO-Sichtungen. Als Ziele sind Area 51, Black Mailbox, Camp Verde, Apache Junction und Roswell vorgesehen. Auf ihrem Reiseprogramm stehen auch Drehorte von Science-Fiction-Filmen wie Vasquez Rocks.
Während der Fahrt werden sie Zeugen eines Autounfalls. Als sie aussteigen, treffen sie einen Außerirdischen, der sie um Hilfe bittet. Er ist aus einem Militärstützpunkt in der Area 51 ausgebrochen, wo er seit seinem Absturz in der Stadt Moorcroft im Jahr 1947 gefangen gehalten wurde. Der Alien nennt sich Paul, da er mit seinem UFO auf einen Hund mit diesem Namen stürzte. Paul erzählt ihnen, dass er von einem kleinen Klasse-M-Planeten aus dem nördlichen Spiralarm der Andromedagalaxie komme. Er kann sich unsichtbar machen, allerdings nur, solange er die Luft anhält. Er gibt an, dass er über die letzten Jahre nicht nur die Regierung beraten hat, sondern 1980 Steven Spielberg Ideen für E.T. gab und Agent Mulder erfunden hat. Nachdem er all sein Wissen weitergegeben hat, wolle man ihm nun Stammzellen entnehmen und ihn damit töten.
Graeme und Clive wollen ihm bei der Flucht helfen. Dies stellt sich jedoch als schwierig heraus, da schon bald das FBI hinter ihnen her ist. Als das Trio zwischenzeitlich auf einem Campingplatz Rast macht, lernen sie Ruth kennen. Die Tochter des Campingplatzbesitzers wurde von ihrem Vater zu einer fundamentalistischen Christin und Anhängerin des Kreationismus erzogen. Da sie Paul zufällig zu Gesicht bekommen hat, sind sie gezwungen, Ruth zu entführen und haben nun zusätzlich ihren erzürnten Vater auf den Fersen. Nachdem Paul sein Wissen auf Ruth übertragen und ihre Augenkrankheit geheilt hat, findet sie Gefallen an ihrer neuen Freiheit und lebt diese durch den intensiven Gebrauch von Schimpfwörtern aus.
Nach einer längeren Verfolgungsjagd erreichen sie ihr Ziel, jedoch kann Ruths Vater sie einholen. Der schießt auf Paul und trifft dabei Graeme tödlich. Paul kann Graeme mit seinen Fähigkeiten jedoch wieder zum Leben erwecken und schließlich in einem UFO nach Hause fliegen.

## Hintergrund
- Der Film gehört nicht zur Blood-and-Ice-Cream-Trilogie, für die schon die Filme Shaun of the Dead und Hot Fuzz – Zwei abgewichste Profis gedreht wurden. Im Jahre 2013 wurde diese Trilogie mit dem Film The World’s End abgeschlossen.
- In der Szene, in der Geheimagent Haggard mit dem Auto die Schlucht hinunterstürzt (ca. Filmminute 77), ist ein Wilhelmsschrei zu hören.
- Kinostart in den USA war am 18. März 2011, in Deutschland am 14. April 2011.

### Anspielungen
- Auf dem Weg zur Area 51 machen Graeme und Clive einen Halt bei den Vasquez Rocks in Kalifornien. Dort kämpfen sie gegeneinander, während Graeme eine Monster-Maske auf dem Kopf hat. Der Kampf, die Maske und der Ort ähneln der Kampfszene aus der Raumschiff-Enterprise-Folge Ganz neue Dimensionen, in welcher sich James T. Kirk, gespielt von William Shatner, gegen den Gorn zur Wehr setzt.
- Paul telefoniert mit Steven Spielberg, gibt diesem Ideen für E.T. – Der Außerirdische und sitzt dabei in einer Lagerhalle, welche der am Filmende von Indiana Jones – Jäger des verlorenen Schatzes sowie der am Filmanfang von Indiana Jones und das Königreich des Kristallschädels gleicht.
- Graeme und Clive sprechen während des Films einige Worte Klingonisch, eine Sprache, die für die Star-Trek-Reihe erfunden wurde. Simon Pegg ist bekennender Star-Trek-Fan und spielte „Scotty“ in den Filmen Star Trek (2009), Star Trek Into Darkness (2013) und Star Trek Beyond (2016).
- Bei einem Gespräch mit Paul erwähnt Clive, dass er von einer derartigen Begegnung träumt, seit er Mick, mein Freund vom anderen Stern, einen E.T.-ähnlichen Film, gesehen hat.
- Die Band in der Westernbar spielt das gleiche Lied wie die Band in Star Wars Episode IV in Chalmuns Cantina auf Tatooine.
- Im Feuerwerkladen wird die Tonfolge der Lichttonorgel aus dem Film Unheimliche Begegnung der dritten Art abgespielt, und das Ende des Films findet auch am Devils Tower statt.
- Paul wird von Big Boss „Mork“ genannt, wie der Außerirdische aus Mork vom Ork.
- Der volle Name von Agent Zoil ist Lorenzo Zoil, was sich im Englischen wie der Originaltitel des Films Lorenzos Öl (Lorenzo’s Oil) anhört.
- In einer Szene feuert Agent Zoil mit seiner Pistole auf sein Funkgerät im Auto und unterbricht so den Kontakt zum Big Boss. Dies ähnelt der Szene aus Star Wars Episode IV, in der Luke Skywalker, Han Solo und Chewbacca bei der Suche nach Prinzessin Leia im Gefängnistrakt des Todessterns landen. Han wird dort von einem Imperiums-Kommandanten aufgefordert, seine Dienstnummer zu nennen, worauf dieser mit den Worten „War sowieso ein langweiliges Gespräch“ das Funkgerät mit seinem Blaster zerstört. Ähnliche Worte benutzt auch Agent Zoil, wenn er mit seiner Pistole das Funkgerät in seinem Dienstwagen zerschießt, um die Anweisungen seiner funkenden Vorgesetzten zu umgehen.
- Als Graeme den außerirdischen Paul zeichnet, fragt dieser, ob er so auch seine Mädchen aus Frankreich zeichnet. Diese Szene ähnelt jener aus Titanic.
- Bei der Abreise des Mutterraumschiffes fliegt dieses sehr lange und sehr nah an der Kamera vorbei, wodurch die Größe dieses Schiffs verdeutlicht werden soll. Auf dieselbe Weise fliegen die Raumschiffe in den Star-Wars-Filmen durch das Bild.
- Das Wohnmobil heißt Beagle wie das Schiff, auf dem Charles Darwin seine erste Reise absolvierte.
- Als Ruth vom Big Boss festgehalten wird, schlägt Tara sie mit den Worten nieder „Lass sie gefälligst los, du Miststück!“. Den gleichen Satz sagt Ellen Ripley, ebenfalls gespielt von Sigourney Weaver, zur Alienkönigin in Aliens – Die Rückkehr. Es handelt sich dabei um eines der berühmtesten Zitate der Filmgeschichte.
- Kurz bevor Paul mit dem Raumschiff wegfliegt, bittet er Tara, mitzukommen. Diese sagt daraufhin, dass sie keine Zahnbürste dabei habe. Paul antwortet daraufhin mit dem Satz „Dort, wo wir hinfahren, brauchen wir keine Zähne“. Dieser Satz ist eine Anspielung auf Doc Browns berühmtes Zitat „Straßen? Dort, wo wir hinfahren, brauchen wir keine Straßen“ aus Zurück in die Zukunft II.
- Am Ende nimmt Ruth die Maske ab und antwortet auf die Frage „Wer bist du?“ mit „Jemand, der dich liebt.“ Dies ist eine 1-zu-1-Hommage an Die Rückkehr der Jedi-Ritter, als Han Solo von Prinzessin Leia aus dem Karbonit befreit wird.

## Kritiken
Die Kritiken fielen gemischt aus.

„Der blasse Simon Pegg mit seinem leichten Grottenolm-Appeal und der stämmige Nick Frost […] sind freundlich-unschuldige Käuze. Das führt in der Hillbilly-Umgebung, in der die beiden britischen Aliens unterwegs sind, zu Schwulenwitzen, die sich im Original wahrscheinlich lustiger anhören als in der deutschen Synchronisation. Die Gag-Palette reicht von grobmotorischen Späßen über albernen Slapstick bis hin zu großartigen Pointen. Die beiden unterschiedlichen Humor-Geschwindigkeiten wirken mitunter befremdlich, halten aber einen konstanten Kicherpegel.“

„Geschrieben wurde das von Simon Pegg und Nick Frost, zwei britischen Komikern, die auch die beiden menschlichen Hauptrollen spielen. […] Sie werden unterstützt von amerikanischen Großkomikern, was dazu führt, dass beinahe jedes Klischee über Amerika, Science Fiction, Frauen, Wissenschaftler oder Gott einmal benutzt, widerlegt und dann doch wieder bewiesen wird.“

„Nach komödiantischen Perlen wie ‚Shaun of the Dead‘ und ‚Hot Fuzz‘ hätte man sich vielleicht mehr erhofft als ein billiges Roadmovie mit teurem grünen Spezialeffekt. […] Nicht nur kindsköpfige Science-Fiction-Freunde, auch amerikanische Kreationisten, homophobe Rednecks und sonstige Hinterwäldler bekommen hier ihre unheimliche Begegnung der grünen Art.“

„Fachironisch feiner Abenteuer-Schwank mit viel Freundschaft, Insider-Witz und ein bisschen Liebe.“

„Das Komiker-Gespann, das fürs Drehbuch verantwortlich zeichnet und zugleich die Hauptfiguren verkörpert, liefert statt treffender Pointen eher peinliche Gags. Eine nur mäßig originelle Hommage ans Science-Fiction-Genre und seine Fans.“

„Unbezahlbare Szenen – wie Pauls Telefonat mit Steven Spielberg – lassen ahnen, wie witzig die zitatenreiche Persiflage hätte werden können. Aber zu viele Gags werden plattgefahren und breitgetreten, grobe Action stört das Gesamtbild, und echte Wendungen fehlen der Geschichte. Fazit: Skurril, aber viel zu brav.“

## Auszeichnungen
Die Deutsche Film- und Medienbewertung vergab dem Film das Prädikat besonders wertvoll.